# AarReha
Die aarReha ist eine öffentliche Klinik in Schinznach-Bad (Brugg), die auf ambulante und stationäre Rehabilitation spezialisiert ist. Die aarReha verfügt über 157 stationäre Betten in Schinznach-Bad und in Zofingen. Am Hauptstandort bietet sie 380 Arbeitsplätze in den Bereichen Pflege, Medizin, Gastronomie, Hauswirtschaft, Therapie und Administration. Die aarReha ist ausgerichtet auf die Behandlung von Erkrankungen des Bewegungsapparates, chronischen Schmerzen, geriatrischen Beeinträchtigungen und Einschränkungen nach Operationen. Bis 1965 war die aarReha unter der Bezeichnung «Spitalabteilung» Teil der Bad Schinznach AG, die Eigentümerin der Bade- und Kuranlage Bad Schinznach.

## Geschichte

### Anfänge
Mitte des 17. Jahrhunderts wurde in Schinznach-Bad eine warme Schwefelquelle gefunden und zum Baden genutzt. Nach einer grossen Überschwemmung wurde die Quelle verschüttet. Ende des 17. Jahrhunderts konnte die Quelle wiedergefunden und gefasst werden. 1696 erwarb Samuel Jenner das Recht, die Quelle zu nutzen. Die Berner Regierung verband damit die Auflage, armen Kranken das Schwefelthermalwasser kostenlos zur Verfügung zu stellen. Ab 1700 schickte Bern seine Kranken nicht mehr nach Baden, sondern nach Schinznach zur Kur. Abraham Morell baute in der ersten Hälfte des 18. Jahrhunderts die Anlage aus und errichtete 1738 ein Armenbad, womit die Bestimmung der Konzession erfüllt war. In der Folge kamen immer mehr arme Gäste, um die heilende Wirkung der Quelle zu erschwinglichen Preisen zu nutzen. 1787 wurde das bestehende Armenbad um das «Bernerhaus» erweitert und kurze Zeit später ein «Armenfonds» geäuffnet.

### Vom Armenbad zur Spitalabteilung
1827 wurde für die «Badarmen» das ältestes Badgebäude «Bernerhaus» umgebaut und Patientenzimmer eingebaut.  Um den armen Kranken den Besuch des Bades zu erleichtern, bildete sich eine freiwillige Kommission, die sich für sie einsetzte. In der zweiten Hälfte des 19. Jahrhunderts erlebte Bad Schinznach einen grossen Aufschwung. Zahlreiche Gäste und weitere Interessierte organisierten Spendensammlungen, um die «Badarmen» zu unterstützen. Damit konnten 1872 umfangreiche Modernisierungsarbeiten realisiert werden. Die Badärzte sorgten auch für die Betreuung der «Badarmen».
Anfang des 20. Jahrhunderts wollten die Leute nicht mehr in ein «Armenbad» gehen, und deshalb wurde daraus 1929 die Spitalabteilung der Bad Schinznach AG. Gleichzeitig wurde Viktor Heinemann als Arzt verpflichtet.

### Rheuma- und Rehabilitationsklinik Schinznach Bad
Nach dem Zweiten Weltkrieg bestand ein grosser Nachholbedarf. Die Liegenschaften waren veraltet. Da der Betrieb defizitär war und der Staat aber keine gewinnorientierte Unternehmung unterstützen wollte, wurde 1965 der Betrieb in eine selbständige Stiftung mit gemeinnützigem Zweck überführt. Um den Stiftungszweck zu erfüllen, wurden der Stiftung das notwendige Areal inklusive Betten- und Therapiegebäude zur Verfügung gestellt. Die Bad Schinznach AG als Stifterin verpflichtete sich zudem, der Stiftung das zum Betrieb der Rheuma- und Rehabilitationsklinik erforderliche Schwefelquellwasser unentgeltlich zur Verfügung zu stellen. Der Kanton Aargau investierte in einen Neubau, der 1972 in Betrieb genommen werden konnte. Die Kapazität der Klinik wurde stark erweitert und an die modernsten Bedürfnisse angepasst. 1989 sprach der Grosse Rat 2,5 Millionen Franken, um das alte Habsburgbad sowie ein Annexbau von der Bad Schinznach AG zu übernehmen. Damit wurde gleichzeitig die Voraussetzungen erfüllt, um den Betrieb der Klinik von demjenigen der Bad Schinznach AG vollständig zu entflechten und weiterzuentwickeln.

### aarReha Schinznach
2001 konnte der Neubau neben der bestehenden Klinik in Betrieb genommen werden. Gleichzeitig wurde aus der bisherigen Rheuma- und Rehabilitationsklinik die aarReha Schinznach. Sie hat sich schon früh auf die besonderen Bedürfnisse älterer Patienten spezialisiert und 2013 als eine der ersten Rehakliniken der Schweiz eine neue Abteilung für geriatrische Rehabilitation eröffnen.
Im Oktober 2018 konnte beim Spital Zofingen ein zweiter stationärer Standort eröffnet werden. 2019 nahm das Ambulatorium beim FH Campus Brugg-Windisch seinen Betrieb auf.